# نوامبر ۲۰۱۲
نوامبر ۲۰۱۲، یکی از ماه‌های ۲۰۱۲ (میلادی) است.
آغاز آن، روز پنجشنبه  برابر با ۱۱ آبان ۱۳۹۱ خورشیدی.

مطابق با ۱۶ ذی‌الحجّه ۱۴۳۳ قمری می‌باشد.

## ۳ نوامبر۲۰۱۲
- اتوبوس حامل بازیکنان و کادر فنی تیم فوتبال صنعت مس سرچشمه در جاده شمال دچار حادثه شد

## ۷ نوامبر۲۰۱۲
- اوباما برای دومین بار به ریاست‌جمهوری آمریکا انتخاب شد.

باراک اوباما حریف انتخاباتی خود میت رامنی را در انتخابات ریاست‌جمهوری ایالات متحده آمریکا سال ۲۰۱۲ شکست داده و برای دومین بار به عنوان رئیس‌جمهور ایالات متحده آمریکا انتخاب شد. بی بی سی فارسیویکی‌خبر
- پیروزی یک ایرانی در انتخابات پارلمان ایالت واشینگتن

کورش حبیب ایرانی آمریکایی مقیم ایالت واشینگتن در انتخابات سراسری روز گذشته ایالات متحده آمریکا از طرف حزب دموکرات به کرسی مجلس نمایندگان ایالت واشینگتن دست یافت. کورش حبیب که یک نابینا است در آخرین شمارش آرا با بیش از ۶۰ درصد آرا بر رقیب جمهوریخواه خود هنک مایرز پیروز گشت. ردموند ریپورتر، وبگاه وزیر امور داخلی ایالت واشینگتن
- آزاد شدن مصرف تفریحی مواد مخدر ماریجوانا در دو ایالت آمریکا

## ۸ نوامبر۲۰۱۲
- رای مثبت پورتوریکویی‌ها درباره پیوستن به آمریکا

## ۱۰ نوامبر۲۰۱۲
- ۳۱ کشته و زخمی در حادثهٔ قطار مسیر زاهدان - تهران

## ۱۴ نوامبر۲۰۱۲
- ۱۰ کشته در سانحهٔ سقوط بالگرد امدادی در مشهد

## ۱۹ نوامبر۲۰۱۲
- باراک اوباما نخستین رئیس‌جمهور ایالات متّحدهٔ آمریکا در تاریخ شد که از میانمار بازدید می‌کند. او در میانمار هم با رئیس‌جمهور میانمار، تین سین، و هم با آنگ سان سو چی، رهبر اتّحادیّهٔ ملّی دموکراسی دیدار می‌کند.

## ۲۰ نوامبر۲۰۱۲
- اتحادیه اروپا با صدور بیانیه‌ای اعلام کرد:اتحادیه اروپا ائتلاف جناح مخالف را به عنوان نمایندگان مشروع آرمان‌های ملت سوریه به رسمیت می‌شناسد. خبرامروز

## ۲۲ نوامبر۲۰۱۲
- بنا به گزارش خبرگزاری، فهیمه راستکار دوبلور و بازیگر سینمای ایران عصر امروز در منزل شخصی‌اش درگذشت. ویکی‌خبر

تصادف کم نظیر در تگزاس
- هوای مه آلود در نزدیکی شهر بومانت، تگزاس حادثه آفرید. در یک تصادف کم نظیر، بیش از یکصد اتومبیل که با سرعت زیاد در بزرگراه میان‌ایالتی ۱۰ در حال حرکت بودند با یکدیگر برخورد کرده و موجب کشته شدن دو نفر و زخمی شدن پنجاه نفر گردید. هافینگتون پست

## ۲۹ نوامبر۲۰۱۲
- فلسطین عضو غیرناظر سازمان ملل شد

## پیوندهای روزانه
- درگاه: وقایع کنونی/وقایع ۳ نوامبر ۲۰۱۲
- درگاه: وقایع کنونی/وقایع ۷ نوامبر ۲۰۱۲
- درگاه: وقایع کنونی/وقایع ۸ نوامبر ۲۰۱۲
- درگاه: وقایع کنونی/وقایع ۱۰ نوامبر ۲۰۱۲
- درگاه: وقایع کنونی/وقایع ۱۴ نوامبر ۲۰۱۲
- درگاه: وقایع کنونی/وقایع  ۱۹ نوامبر ۲۰۱۲
- درگاه: وقایع کنونی/وقایع ۲۰ نوامبر ۲۰۱۲
- درگاه: وقایع کنونی/وقایع ۲۲ نوامبر ۲۰۱۲
- درگاه: وقایع کنونی/وقایع ۲۹ نوامبر ۲۰۱۲